# Turboventilador

Turboventilador

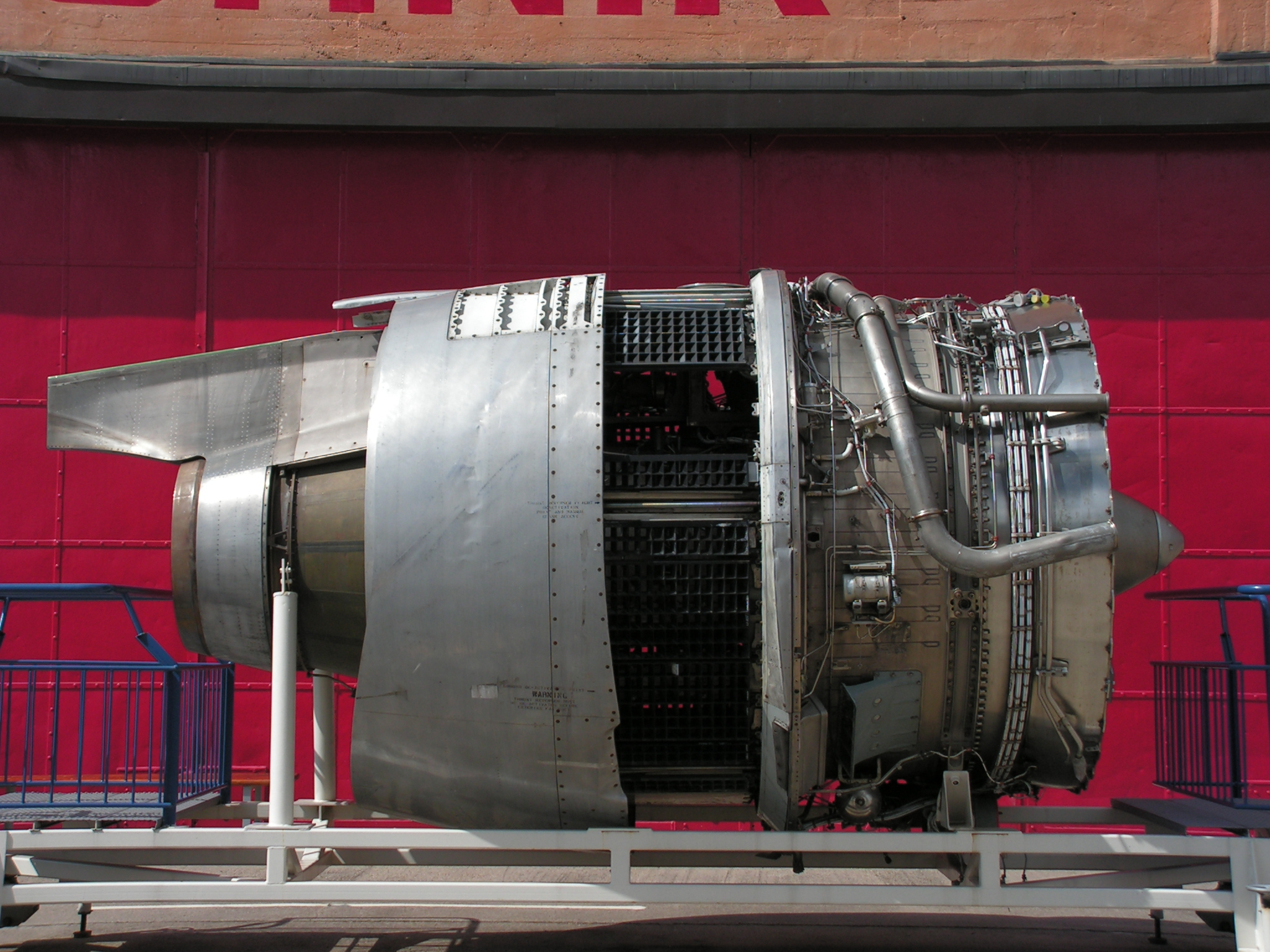
Motor de turboventilador utilitzat en els B 747.

Els motors d'aviació tipus turboventilador (del terme en anglès turbofan) són una generació de motors de reacció que va reemplaçar als turborreactor o turbojet. Caracteritzats per disposar un ventilador o fan en la part frontal del motor, l'aire entrant es divideix en dos camins: flux d'aire primari i flux secundari o flux derivat (bypass). El flux primari penetra al nucli del motor (compressors i turbines) i el flux secundari es deriva a un conducte anular exterior i concèntric amb el nucli.
Els turboventiladors tenen diversos avantatges respecte als turborreactors: consumeixen menys combustible, el que els fa més econòmics, produeixen menor contaminació i redueixen el soroll ambiental.
L'índex de derivació, també anomenat relació de derivació, és el quocient de la massa del flux secundari entre la del primari. S'obté dividint les seccions transversals d'entrada als seus conductes respectius.
En avions civils sol interessar mantenir índexs de derivació alts, ja que disminueixen el soroll, la contaminació, el consum específic de combustible i augmenten el rendiment. No obstant això, augmentar el flux secundari redueix l'empenta específica a velocitats properes o superiors a les del so, per la qual cosa per a aeronaus militars supersòniques s'utilitzen motors turboventilador de baix índex de derivació. El turboventilador més potent del món és el General Electric GE90-115B, amb 512 kN.

## Classificació
- Turboventilador de baix índex de derivació: El seu índex de derivació és entre 0,2 i 2.[7] Va ser el primer a desenvolupar-se i va ser àmpliament utilitzat a l'aviació civil fins que es va substituir pels d'alta derivació. És habitual que hi hagi un carenat al llarg de tot el conducte del flux secundari fins a la tovera del motor. Operen de forma òptima entre Mach 1 i Mach 2, per la qual cosa actualment s'utilitzen principalment en aviació militar. No obstant això, algunes aeronaus comercials segueixen fent-ne ús, com el MD-83 amb el Pratt & Whitney JT8D i el Fokker 100 amb el Rolls-Royce Tay..
- Turboventilador d'alt índex de derivació: Tenen un índex de derivació considerablement superior (més que 5).[8] Aquests motors representen una generació més moderna, especialment usats en aeronaus civils. La major part de l'empenta, al voltant d'un 80 %, prové del primer compressor o ventilador, que té una funció bàsicament propulsiva, similar a una hèlix. Està situat a la part davantera del motor i mogut per un eix connectat a la darrera etapa de la turbina. El restant 20 % de la força impulsora prové dels gasos d'escapament de la tovera. Els més recents tenen un índex de derivació al voltant de 10, com els que usen el Boeing 787 o l'Airbus 380.

En motors amb relacions de derivació molt altes, sobretot juntament amb relacions de compressió també elevades, apareixen problemes de disseny pel fet que el ventilador ha de girar a una velocitat molt inferior als compressors i turbines d'alta pressió. Per aquest motiu solen incorporar dos eixos concèntrics que permeten ajustar les velocitats de rotació de forma independent.
- Propfan, unducted fan i turboventilador d'índex d'ultra-alta de derivació (ultra high bypass turbofan):El motor propfan, també anomenat unducted fan o turboventilador d'ultraalt índex de derivació (UHB, de l'anglès ultra-high-bypass turboventilador), és una barreja entre un turboventilador i un turbohèlix. Consisteix en un turboventilador amb una hèlix descoberta acoblada a la turbina. Aquest disseny pretén oferir la velocitat d'un turboventilador juntament amb l'eficiència d'un turbohèlix.

Tot i que va ser plantejat durant la crisi del petroli de 1979 com una alternativa econòmica als motors de l'època, no va acabar de convèncer entre els fabricants a causa del soroll que emetien, les fortes vibracions que produeixen fatiga del fuselatge i el perill que comporta el ús d'hèlixs al descobert, especialment en cas de despreniment.
En els darrers anys està tornant a recuperar cert interès; General Electric s'està plantejant equipar el Cessna Citation amb aquests motors i fins i tot es baralla la possibilitat de provar-los amb prototips posteriors al Boeing 787 ia l'Airbus A350.

## Components

Diagrama de funcionament del turboventilador. Sistema de baixa pressió en verd. Sistema d'alta pressió en porpra

- Fan: situat al capdavant del motor.[12] És on s'inicia la propulsió. Li travessa un flux d'aire que es divideix en dos corrents: la primària i la secundària o bypass air.[13] El corrent primària[14] entra a través dels compressors a la cambra de combustió.[15]

- Entrada d'aire: és la primera etapa del procés de propulsió. Acostuma a ser una obertura circular i llisa per on es recull l'aire.
- Ventilador: situat al capdavant del motor, és un compressor més gran que els altres, la qual cosa permet dividir l'aire entrant en dos fluxos. El corrent primari passa a través dels compressors de baixa i alta pressió.[16]
- Compressors: amb un disseny similar al ventilador frontal però més petits, la funció és augmentar la pressió de l'aire abans d'entrar a la cambra de combustió. Se solen utilitzar compressors de baixa i alta pressió que giren al voltant d'eixos concèntrics, cosa que permet ajustar la velocitat de rotació a cada etapa per incrementar el rendiment.
- Cambra de combustió: amb una forma circular, és el lloc on l'aire pressuritzat es barreja amb el combustible i es crema. El resultat d'aquesta combustió són gasos descapi calents que mouen les turbines.
- Turbines: l'aire calent que surt de la càmera passa a través dels àleps de diverses turbines, fent girar els eixos que mouen els compressors i el ventilador. Als motors de baix índex de derivació el compressor de baixa pressió i el ventilador es mouen mitjançant un mateix eix, mentre que als d'índex alt es disposa d'un eix per a cada component: ventilador, compressors de baixa pressió i compressors d'alta pressió .
- Tovera: és un petit orifici situat a la part posterior del motor. Les estretes parets de la tovera forcen a l'aire a accelerar-se, produint empenta a causa del principi d'acció i reacció. En general, un augment en la relació de derivació porta com a conseqüència una menor participació de la tovera a l'empenta total del motor.
- Conducte del flux secundari: envolta concèntricament el nucli del motor. Les parets interna i externa estan acuradament perfilades per minimitzar la pèrdua denergia del flux secundari d'aire i optimitzar la seva barreja amb la fuita del flux primari.

- Compressors: el flux d'aire primari passa a través de diverses etapes de compressors que giren en el mateix sentit del fan. Se solen utilitzar compressors d'alta i de baixa pressió en diferents eixos. La funció d'aquests compressors és augmentar de manera significativa la pressió i la temperatura de l'aire.
- Cambra de combustió: un cop realitzada l'etapa de compressió, l'aire surt amb una pressió trenta vegades superior de la que tenia a l'entrada i a una temperatura propera als 600 °C. Es fa passar aquest aire a la cambra de combustió, on es barreja amb el combustible i es crema la mescla, arribant a una temperatura superior als 1100 °C.
- Turbines: l'aire calent que surt de la cambra, passa a través dels inss de diverses turbines, fent girar diversos eixos. En els motors de baix bypass el compressor de baixa pressió i el fan es mouen mitjançant un mateix eix, mentre que en els d'alt bypass es disposa d'un eix per a cada component: fan, compressor de baixa pressió i compressor d'alta pressió.
- Escape: un cop l'aire calent ha passat a través de les turbines, surt per una tovera per la part posterior del motor. Les estretes parets de la tovera forcen a l'aire a accelerar-se. El pes de l'aire, combinat amb aquesta acceleració produeix part de l'empenta total.[17] En general, un augment en el bypass porta com a conseqüència una menor participació de la tovera d'escapament en l'empenta total del motor.
- Conducte del flux secundari: envolta concèntricament al nucli del motor. Les seves parets interna i externa estan curosament perfilades per minimitzar la pèrdua d'energia del flux secundari d'aire i optimitzar la seva barreja amb la fuita del flux primari.

## Sistema Ecològic
La incorporació dels turboventilador als avions moderns és un gran avenç per a l'equilibri ecològic dels mateixos, ja que utilitzen com a combustible JET A 1, un desenvolupament molt més ecològic que el JP 1 utilitzat en els turborreactors. La capacitat dels motors amb turboventilador és molt més gran utilitzant un menor percentatge de combustible. El compressor pren un 100 % d'aire per comprimir dividit en dues parts: una passa directament al sector de carburació i turbines i un 30 % que serà comprimit, combinat amb el combustible per generar la carburació necessària eliminant a la fuita un 100 % d'aire calent que impulsarà l'avió. Per tant, de l'aire calent que s'expulsa només el 30 % ha estat barrejat amb combustible.